# Famille d'Héricy
Cette page explique l’histoire ou répertorie les différents membres de la famille Héricy.
La famille d'Héricy (de Héricy ou Le Héricy), convertie au protestantisme, est installée en Normandie depuis fort longtemps. Elle fait partie d'une très ancienne lignée de l'élection de Bayeux dont la filiation est connue depuis le XIVe siècle.
En 1066, un membre de la famille a accompagné Guillaume le Conquérant lors de la conquête normande de l'Angleterre.

## Armes et sceau

Alias

Les armes de la famille d'Héricy se blasonnent ainsi : D'argent à trois hérissons de sable. Alias : de gueules.
Le sceau de la famille est conservé dans les collections du musée départemental Thomas-Dobrée à Nantes.

## Alliances
d'Anneville, de Chaumontel, de Cussy, de Faret de Fournès, de Grimouville, de la Houssaye d'Ourville, de La Cour de Maltot, de Magneville, de Mathan, Bazin de Bezons, Labbey de La Roque, Le Valois d'Escoville, Rouault de Gamaches, d'Auxais, de La Chapelle.

## Possessions
Dans le Calvados
- Château de Creullet à Creully.
- Château du Marcelet à Saint-Manvieu-Norrey.
- Château de Vaussieux à Vaux-sur-Seulles.
- Manoir de Longeau, à Crouay. Vers 1696, à la suite du mariage de Gabrielle du Vivier avec Philippe d'Héricy, seigneur d'Étréham. Les Héricy le conserveront jusqu'à la fin du XVIIIe siècle[2].
- Hôtel d'Héricy à Caen (détruit en 1944).

Dans la Manche
- Château de Montbray à Montbray[5].
- Château du Pont-Rilly à Négreville.

Dans la Seine-maritime
- Château de Galleville, à Douville[6].

## Personnalités

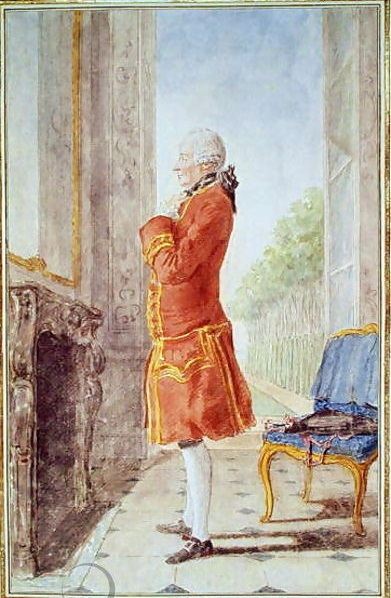
Jacques-Robert Le Héricy, marquis d'Étreham, en 1769, portrait par Carmontelle.

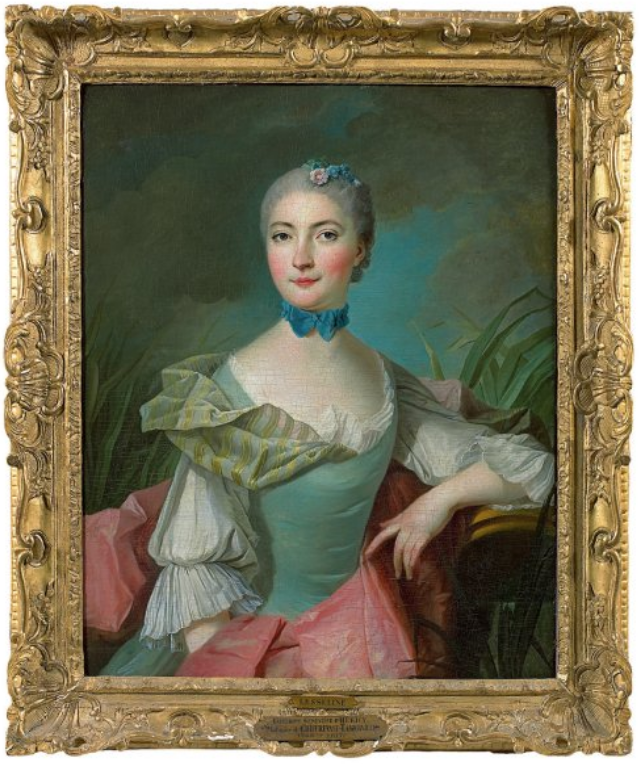
Catherine d'Héricy, marquise de Chiffrevast-Tamerville (1733-1817).

Les études généalogiques permettent de définir la descendance de Gilles Le Héricy ( -1358), chevalier, seigneur de Fierville, sergenterie d'Evercie et de Caen. Ces études sont complétées par les registres des actes de l'état civil à partir du XVIIIe siècle, par les registres de matricules militaires, etc.

## Hommage
La commune de Saint-Manvieu-Norrey rend hommage à la famille en nommant l'une de ses voies allée « Marquis Le Héricy ».